# Telur monoksid
Diatomski molekul telur monoksid se javlja u vidu prelaznog molekula. Raniji radovi u kojima se trvdilo da postoji TeO kao čvrst materijal nisu potvrđeni. Pokrovni sloj DVD diskova koji se naziva telur suboksid može da bude smeša telur dioksida i metalnog telura.

## Istorija
Pripremu telur monoksida su prvi put objavili E. Divers i M. Šimose 1883 godine. To je urađeno toplotnom dekompozicijom telur sulfoksida u vakuumu, i pokazano je da reaguje sa hlorovodonikom u izveštaju iz 1913. godine. Kasnijim radom nije potvrđena tvrdnja da je to bila čista čvrsta materija. Godine 1984. je kompanija Panasonic radila na izbrisivom optičkom disk drajvu koji je sadržao „telur monoksid“ (zapravo smešu Te i TeO2).